# James Riady

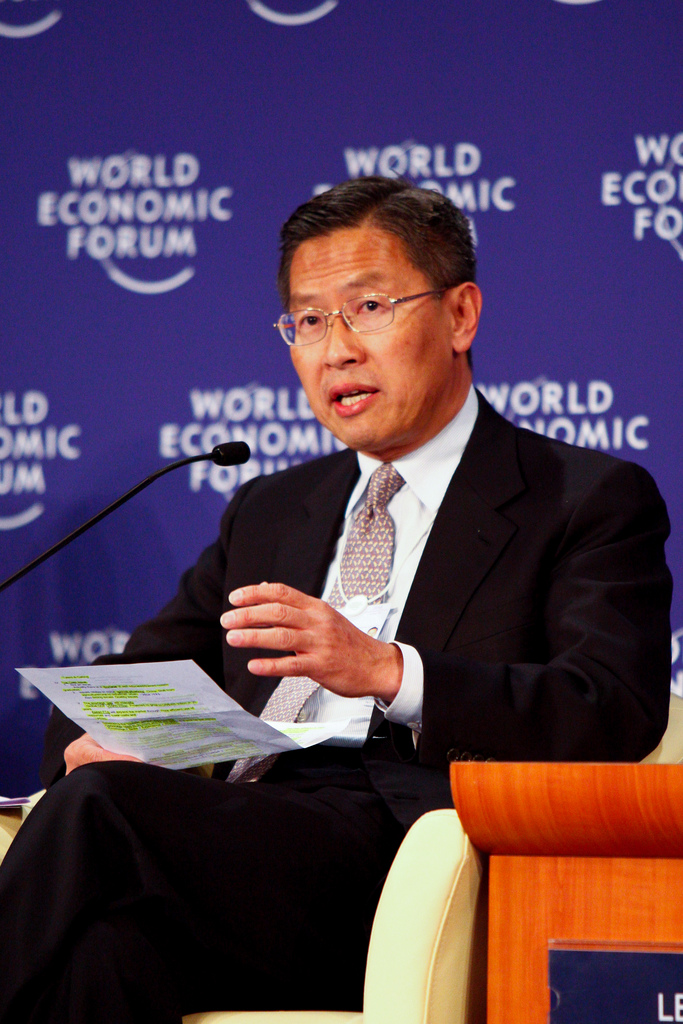
Riady vid ett möte med World Economic Forum

James Riady, född 1957 i Jakarta, är ordförande för det indonesiska företaget/konglomeratet Lippo Group. Han är en kinesisk-indonesier och son till Mochtar Riady, företagets grundare. 

## Karriär
Riady karriär som affärsman började 1977 då han lät sig övertygades av Arkansas bankmoguler W. R. Witt och Jackson T. Stephens samt grundarna av  Stephens Inc., en av USA:s största investmentbanker utanför Wall Street, att bli en partner i Stephens Worthen Banking Corporation. Detta erbjudande kom efter att Riadys far, Mochtar Riady, hade skickat honom till USA för att starta upp bankverksamhet för familjens och företagets räkning där. 